# Une Very Stylish Fille
Une Very Stylish Fille – piosenka z 1996 roku napisana i nagrana przez francuskiego DJ-a i producenta Dimitri from Paris, która wydana została na jego debiutanckim albumie Sacrebleu (1996). Utwór był tłem muzycznym podczas wielu pokazów mody w połowie lat 90. XX wieku.

## Kompozycja
Muzyka „Une Very Stylish Fille” jest oparta na utworze „The Girl from U.N.C.L.E.” z 1967 roku amerykańskiego muzyka Teddy’ego Randazzo. W piosence wykorzystano kwestie bohaterów amerykańskiego filmu Śniadanie u Tiffany’ego (1961). W utworze zamieszczono m.in. wypowiedź pani Failenson, granej przez Patricię Neal, która brzmi I am a very stylish girl, a także krótkie zapytanie, zadane przez Holly Golightly (Audrey Hepburn), How do I look?.

## Teledysk
Na potrzeby promocji piosenki „Une Very Stylish Fille” francuski duet reżyserski Olivier Kuntzel i Florence Deygas zrealizowali animowany wideoklip.

## W popkulturze
W 1999 roku w reklamie telewizyjnej modelu samochodu S80 szwedzkiej marki Volvo w tle słyszany był utwór „Une Very Stylish Fille”.

## Listy przebojów
| Kraj | Lista            | Pozycja | Źr.         |
| ---- | ---------------- | ------- | ----------- |
| US   | Dance Club Songs | 18      | [ 8 ] [ 9 ] |